# Hochschule für Schauspielkunst Ernst Busch
Hochschule für Schauspielkunst Ernst Busch är en teaterhögskola i Berlin som grundades 1951 som Staatliche Schauspielschule Berlin. 1981 fick skolan högskolestatus och fick tillägget Ernst Busch efter sångaren skådespelaren Ernst Busch. 1962 blev Rudolf Penka skolans rektor.

## Studenter sedan 1951
| - Doris Abesser - Boris Aljinovic - Prodromos Antoniadis - Sólveig Arnarsdóttir - Hendrik Arnst - Bernhard Baier - Jasna Fritzi Bauer - Constanze Becker - Uwe Dag Berlin - Pierre Besson - Hermann Beyer - Ludwig Blochberger - Lutz Blochberger - Kirsten Block - Renate Blume - Jens-Uwe Bogadtke - Iris Böhm - Marita Böhme - Claudia Bosse - Margarita Breitkreiz - Angela Brunner - Marie Burchard - Susanne Schwab - August Diehl - Manfred Dietrich - Ralf Dittrich - Peter Dommisch - Hilmar Eichhorn - Lars Eidinger - Rainer Eigendorff - Judith Engel - Alexander Fehling - Alexandra Finder - Catherine Flemming - Marie Anne Fliegel - Susanne Gärtner - Max Giermann - Rainer Gohde - Jürgen Gosch - Christian Grashof - Rainald Grebe - Jenny Gröllmann - Wolfgang Grossmann - Sylvester Groth - Marie Gruber - Jörg Gudzuhn - Michael Gwisdek - Gabriele Gysi - Gerhard Haase-Hindenberg - Fritzi Haberlandt - Lisa Hagmeister - Helga Hahnemann - Corinna Harfouch - Petra Hartung - Janina Hartwig | - Leander Haussmann - Klaus Hecke - Reiner Heise - Roland Hemmo - Jürgen Hentsch - Karoline Herfurth - Jürgen Hilbrecht - Siegfried Höchst - Alwara Höfels - Nina Hoss - Henry Hübchen - Charly Hübner - Sandra Hüller - Alexander Iljinskij - Rebecca Immanuel - Florian Jahr - Julia Jentsch - Manfred Karge - Lusako Karonga - Ursula Karusseit - Deborah Kaufmann - Michael Kind - Felix Klare - Klaus-Dieter Klebsch - Gerit Kling - Jörg Knochée - Valerie Koch - Uwe Kockisch - Niklas Kohrt - Tilla Kratochwil - Horst Krause - Mirco Kreibich - Malte Kreutzfeldt - Renate Krössner - Ulrike Krumbiegel - Steffi Kühnert - Bernd Michael Lade - Ole Lagerpusch - Adele Landauer - Alexander Lang - Lena Lauzemis - Sven Lehmann - Jan Josef Liefers - Stefan Lisewski - Dirk Löschner - Matthias Luckey - Dieter Mann - Dagmar Manzel - René Marik - Annika Martens - Florian Martens - Sven Martinek - Thaddäus Meilinger - Marlene Meyer-Dunker | - Torsten Michaelis - Claudia Michelsen - Daniel Minetti - Mareile Bettina Moeller - Friedrich Mücke - Joachim Nimtz - Thomas Ostermeier - Wera Paintner - Michael Pan - Armin Petras - Franziska Petri - Walter Plathe - Hans-Peter Reinecke - Ragna Pitoll - Antu Romero Nunes - André Röhner - André Rössler - Thomas Rühmann - Pierre Sanoussi-Bliss - Wolfram Scheller - Jenny Schily - Cornelia Schmaus - Gabriela Maria Schmeide - Birte Schnöink - Christine Schorn - Uta Schorn - Hartmut Schreier - Paul Schröder - Götz Schubert - Sebastian Schwarz - Martina Servatius - Maria Simon - Susanna Simon - Jan Spitzer - Ursula Staack - Bernd Stegemann - René Steinke - Antje Strassburger - Devid Striesow - Lutz Stückrath - Jörg Teichgraeber - Nathalie Thiede - Klaus-Peter Thiele - Thomas Thieme - Simone Thomalla - Jördis Triebel - Valery Tscheplanowa - Matthias Walter - Axel Wandtke - Mark Waschke - Heidemarie Wenzel - Ursula Werner - Ingeborg Westphal - Ronald Zehrfeld |

## Källa
- Tyskspråkiga Wikipedias artikel om Hochschule für Schauspielkunst Ernst Busch